# Sucre de Pomme (cheval)
Sucre de Pomme est un cheval demi-sang normand né à Verberie en 1940. Le cheval s'est illustré en saut d'obstacles dans les années 1950 avec son cavalier Jean d'Orgeix, obtenant aux jeux olympiques de Londres en 1948 une médaille de bronze en individuel.

## Carrière
Le résultat le plus emblématique du couple est sans nul doute la médaille de bronze obtenue aux jeux olympiques de Londres en 1948. La compétition s'est déroulée sur le stade Empire à Wembley le 14 août 1948, jour de la cérémonie de clôture. Au terme d'une épreuve réalisée sur un terrain détrempé par la pluie des jours précédents,, c'est le cavalier mexicain Humberto Mariles montant Arete qui réalise le meilleur score avec 6,25 points. Il est nécessaire de procéder à un barrage pour départager les trois cavaliers ayant réalisé 8 points sur le parcours. Seul le mexicain Rubén Uriza (en) sort sans faute de ce barrage. Jean d'Orgeix et Sucre de Pomme obtiennent la médaille de bronze avec 4 points dans le meilleur temps.

Le couple obtient de nombreux classements en grands prix, notamment:
- en 1947:
  - une victoire au CSIO Grand Prix de Rome[5]
  - une 3e place du Grand Prix d'Ostende[6]
- en 1948:
  - une 3e place au CSI de Londres[7]

## Pedigree
| Origines de Sucre de Pomme (Demi-sang Normand) | Origines de Sucre de Pomme (Demi-sang Normand) | Origines de Sucre de Pomme (Demi-sang Normand) | Origines de Sucre de Pomme (Demi-sang Normand) |
| ---------------------------------------------- | ---------------------------------------------- | ---------------------------------------------- | ---------------------------------------------- |
| Père Gouspin (Pur-sang) 1926-1940              | Master Good (Pur-sang) 1916                    | Rabelais 1900                                  | St. Simon 1881                                 |
| Père Gouspin (Pur-sang) 1926-1940              | Master Good (Pur-sang) 1916                    | Rabelais 1900                                  | Satirical 1891                                 |
| Père Gouspin (Pur-sang) 1926-1940              | Master Good (Pur-sang) 1916                    | Miss Gennes 1905                               | Lutin 1891                                     |
| Père Gouspin (Pur-sang) 1926-1940              | Master Good (Pur-sang) 1916                    | Miss Gennes 1905                               | Mme Sans Gene 1894                             |
| Père Gouspin (Pur-sang) 1926-1940              | Gazza (Pur-sang) 1919                          | La Farina 1911                                 | Sans Souci 1904                                |
| Père Gouspin (Pur-sang) 1926-1940              | Gazza (Pur-sang) 1919                          | La Farina 1911                                 | Malatesta 1898                                 |
| Père Gouspin (Pur-sang) 1926-1940              | Gazza (Pur-sang) 1919                          | Gazza Ladra 1907                               | Bay Ronald 1893                                |
| Père Gouspin (Pur-sang) 1926-1940              | Gazza (Pur-sang) 1919                          | Gazza Ladra 1907                               | Xylène 1901                                    |
| Mère Farandole IV (Demi-sang Normand)          |                                                |                                                |                                                |
|                                                |                                                |                                                |                                                |
|                                                |                                                |                                                |                                                |
|                                                |                                                |                                                |                                                |
|                                                |                                                |                                                |                                                |
|                                                |                                                |                                                |                                                |
|                                                |                                                |                                                |                                                |
|                                                |                                                |                                                |                                                |